# مرضیه مشکینی
مرضیه مشکینی (متولد ۱۳۴۸ در تهران) کارگردان، نویسنده ایرانی و همسر محسن مخملباف است.

## آثار
- ۱۳۷۶ - سیب (سمیرا مخملباف): دستیار کارگردان
- ۱۳۷۶ - سکوت (محسن مخملباف): دستیار کارگردان
- ۱۳۷۹ - روزی که زن شدم: کارگردان
- ۱۳۸۲ - سگ‌های ولگرد: کارگردان و فیلمنامه‌نویس
- ۱۳۸۳ - سکس و فلسفه (محسن مخملباف): دستیار کارگردان[۱]

## جایزه‌ها
سگ‌های ولگرد در جشنواره‌های بسیاری نمایش داده شده‌است از جمله در سال ۲۰۰۴ در بخش مسابقه رسمی جشنواره و نیز برنده دو جایزه از این جشنواره شد. همچنین جایزه یونیسف از جشنواره ونیز ۲۰۰۴، جایزه دوربین نقره‌ای (برای ارتباطات فرهنگی و هنری) از جشنواره ونیز ۲۰۰۴، جایزه انجمن منتقدان بین‌المللی (فیپرشی) از جشنواره فیلم سنگاپور ۲۰۰۵، جایزه نت بک از جشنواره فیلم سنگاپور ۲۰۰۵، جایزه بهترین بازیگر زن (گل غتی) از جشنواره پاریس ۲۰۰۵ و جایزه بهترین فیلم از جشنواره برمودا ۲۰۰۵ را دریافت کرده‌است.

## زندگی شخصی
مرضیه مشکینی هم‌اکنون به همراه همسر و فرزندانش در فرانسه زندگی می‌کند.